# Elaphrus lapponicus
Elaphrus lapponicus es una especie de escarabajo del género Elaphrus, familia Carabidae. Fue descrita científicamente por Gyllenhal en 1810.
Se distribuye por Canadá, Finlandia, Gran Bretaña, Letonia, Noruega, Rusia, Suecia y Estados Unidos. Posee un color variable: negro, cobrizo, morado, azul o verde. Mide aproximadamente 8,5-10,0 milímetros.